# Регионы Японии
Для удобства префектуры Японии часто группируют в регионы. Эти регионы сложились исторически, они не имеют административного аппарата и не являются административными единицами. Например, карты и учебники географии делят Японию на восемь регионов, прогнозы погоды обычно указывают погоду по регионам, и многие организации включают название региона в собственное название (железная дорога «Кинки Ниппон», Банк Тюгоку, университет Тохоку и т. д.). Несмотря на то, что в Японии есть восемь высших судов, их зоны юрисдикции не соответствуют обсуждаемым регионам. Регионы для целей статистики применялись в Японии с 1905 года.
Традиционные регионы Японии с севера на юг:
- Хоккайдо (остров Хоккайдо и близлежащие острова, крупнейший город Саппоро)
- Регион Тохоку (север Хонсю, крупнейший город Сендай)
- Регион Канто (восток Хонсю, крупнейшие города Токио и Иокогама)
- Регион Тюбу (центр Хонсю, включая гору Фудзи), иногда подразделяется на:
  - Регион Хокурику (северо-запад Тюбу)
  - Регион Косинъэцу (северо-восток Тюбу, крупнейший город Нагано)
  - Регион Синъэцу
  - Регион Токай (юг Тюбу, крупнейшие города Нагоя, Хамамацу и Сидзуока)
- Регион Кансай (он же Регион Кинки) (западно-центральный Хонсю, крупнейшие города Осака, Кобе и Киото)
- Регион Тюгоку (запад Хонсю, крупнейшие города Хиросима и Окаяма)
- Сикоку (остров, крупнейшие города Мацуяма и Такамацу)
- Кюсю (остров, крупнейший город Фукуока)
  - Острова Рюкю, включая Окинаву

Каждый регион кроме Хоккайдо содержит несколько префектур. Хоккайдо содержит только одну префектуру Хоккайдо.